# A Kind of Magic
A Kind of Magic – dwunasty album studyjny brytyjskiego zespołu rockowego Queen, który wydano w 1986 roku. Materiał jest oparty na ścieżce dźwiękowej do amerykańsko-brytyjskiego filmu Nieśmiertelny (1986).
Piosenki z albumu, które wykorzystano w nieco innych wersjach w filmie Nieśmiertelny: „Princes of the Universe”, „Gimme the Prize”, „Who Wants to Live Forever”, „A Kind of Magic”, „One Year of Love”. W filmie pojawia się też piosenka „Hammer to Fall” z poprzedniego albumu studyjnego grupy, The Works (1984).
8 lipca 2009 roku wydawnictwo uzyskało status trzykrotnie platynowej płyty w Polsce.

## Piosenki

### Don’t Lose Your Head
Autorem tej piosenki jest Roger Taylor. Utwór powstał na potrzeby filmu Nieśmiertelny. W jego nagraniu gościnnie udział wzięła brytyjska wokalistka Joan Armatrading. Krótki fragment tego utworu można usłyszeć w momencie filmu, gdy główny antagonista tytułowego bohatera, Kurgan, porywa Brendę Wyatt. Tytuł „Don’t Lose Your Head” jest nawiązaniem do głównego wątku filmu Nieśmiertelny – nieśmiertelnych można uśmiercić wyłącznie poprzez obcięcie im głowy.
Powstała też instrumentalna wersja „Don’t Lose Your Head”, którą zatytułowano „A Dozen Red Roses for My Darling”. Tę aranżację wydano na stronie B singla „A Kind of Magic” (1986).

## Lista utworów
1. „One Vision” (Queen) – 5:10
2. „A Kind Of Magic” (Roger Taylor) – 4:24
3. „One Year of Love” (John Deacon) – 4:26
4. „Pain Is So Close to Pleasure” (Freddie Mercury, Deacon) – 4:21
5. „Friends Will Be Friends” (Mercury, Deacon) – 4:07
6. „Who Wants to Live Forever” (Brian May) – 5:15
7. „Gimme the Prize (Kurgan's Theme)” (May) – 4:34
8. „Don’t Lose Your Head” (Taylor) – 4:38
9. „Princes of the Universe” (Mercury) – 3:32

Bonusowe utwory (CD: EMI)
1. „A Kind of ‘A Kind of Magic’”
2. „Friends Will Be Friends Will Be Friends”
3. „Forever”

## Skład zespołu
- Freddie Mercury – śpiew, fortepian, wokal wspierający, syntezatory, programowanie
- Brian May – gitara elektryczna, wokal wspierający, śpiew/aranżacja („Who Wants to Live Forever”), syntezatory, programowanie
- Roger Taylor – perkusja, elektroniczna perkusja, wokal wspierający, programowanie
- John Deacon – gitara basowa, gitara elektryczna, syntezatory, programowanie, wokal wspierający

Pozostali
- Spike Edney – instrumenty klawiszowe
- UMI & BBC B – instrumenty klawiszowe
- Joan Armatrading – wokal („Don’t Lose Your Head”)
- Steve Gregory – saksofon altowy („One Year of Love”)
- Lynton Naiff – aranżacja („One Year of Love”)
- sekcja smyczkowa – instrumenty smyczkowe („One Year of Love”)
- National Philharmonic Orchestra – orkiestracja („Who Wants to Live Forever”)
- Michael Kamen – aranżacja „Who Wants to Live Forever”